# Європейський конкурс з футболу серед жінок 1987
Європейський конкурс з футболу серед жінок 1987 — другий чемпіонат Європи з футболу серед жінок, проходив з 11 по 14 червня. Матч за третє місце та фінал пройшли в Норвегії. Чемпіонський титул завоювала збірна Норвегії, яка обіграла у фіналі збірну Швеції з рахунком 2-1.

## Формат
У відбірковому раунді 16 команд були розділені на 4 групи, переможці яких вийшли до фіналу змагань.

## Півфінали
| 11 червня 1987 |

| Норвегія | 2 – 0    | Італія |
| -------- | -------- | ------ |
|          | Протокол |        |

| «Уллевол», Осло Глядачів: 5,154 |

| 11 червня 1987 |

| Швеція | 3 – 2 | Англія |
| ------ | ----- | ------ |
|        |       |        |

| «Меллус», Мосс Глядачів: 300 |

## Матч за третє місце
| 13 червня 1987 |

| Італія | 2 – 1    | Англія |
| ------ | -------- | ------ |
|        | Протокол |        |

| «Маріенліст», Драммен Глядачів: 504 |

## Фінал
| 14 червня 1987 |

| Норвегія | 2 – 1 | Швеція |
| -------- | ----- | ------ |
|          |       |        |

| «Уллевол», Осло Глядачів: 8,470 |